# 스태그 (1997년 영화)
스태그(Stag)는 미국에서 제작된 게빈 와일딩 감독의 1997년 액션, 드라마, 스릴러 영화이다. 마리오 반 피블스 등이 주연으로 출연하였고 존 더닝 등이 제작에 참여하였다.

## 출연

### 주연
- 마리오 반 피블스
- 앤드류 맥카시
- 케빈 딜런

### 조연
- 테일러 데인
- 존 스톡웰
- 윌리엄 맥나마라
- 존 헨슨

## 제작진
- Line PD: 데릭 성
- 공동제작: 에반 테일러
- 공동제작: 게빈 와일딩
- 의상: 앤 크랩트리
- 배역: 톰 맥스위니